# Anthemus montanus
Anthemus montanus är en stekelart som beskrevs av Prinsloo och Neser 1989. Anthemus montanus ingår i släktet Anthemus och familjen sköldlussteklar. Inga underarter finns listade i Catalogue of Life.